# Morální šílenství
Morální šílenství, též mravní idiocie, morální anestezie, morální idiocie, patomanie (angl. moral insanity; lat. mania sine delirio, insania ex morum defectione; fr. folie raisonnante, folie lucide raisonnante, folie morale, monomanie affective; něm. moralisches Irresein, rus. нра́вственное помеша́тельство) dnes již zřídka užívaný název třídy duševních poruch, doprovázený závažným porušením morálních a morálních reprezentací pacienta při zachování určitého stupně intelektuálních schopností, který byl používán v raných obdobích vývoje psychiatrie, před vývojem moderních nosologických klasifikací duševních poruch.
Tento výraz jako první užil v psychiatrii anglický lékař James Cowles Prichard (1835), který protestoval proti názoru, který sdíleli rovněž lékaři a právníci, že šílenství propuká pouze tehdy, kdy dojde k narušení mentálních schopností. Dokazoval tak možnost šílenství, které se neprojevovalo ani deliriem či klamání smyslů nebo zastření vědomí.
Prichard chápal označení „morální šílenství“ jako klinický obraz charakterizovaný více či méně absentující emoční sférou, jako opak „intelektuálního šílenství“ (angl. intellectual insanity), jehož hlavním rysem je potlačení intelektu. Prichardovi následovníci však tímto termínem začali označovat poněkud jiný jev, a sice negování morálních představ při víceméně zachovaném intelektu. V některých případech bylo podle Pricharda zaznamenáno morální šílenství i u osob s vysoce rozvinutým intelektem.
Německý psychiatr Emil Kraepelin (1856–1926) naopak nepovažoval morální šílenství za zvláštní nosologickou jednotku, podle něj mohou být jedinci (psychopaté) postižení touto nemocí označeni za „nepřátele společnosti“. Jiný německý psychiatr Kurt Schneider (1887–1967) je ve své klasifikaci definoval jako „necitlivé psychopaty“.
V moderních psychiatrických příručkách pojem „morální šílenství“ nenajdeme – stejně jako termín monománie. Nejvíce se „morálnímu šílenství“ přibližuje disociální (antisociální) porucha osobnosti (dříve známá jako „hebefrenní psychopatie“), tedy porucha osobnosti, u níž jsou charakteristické výrazné morální vady. Popírání morálních hodnot a odmítání morálního chování je také charakteristické pro pacienty s hebefrenií (hebefrenní syndrom). S disociální poruchou osobnosti se spojuje neschopnost osvojit si morální normy a v případě hebefrenie se jedná o dysfunkci psychických vazeb, které jsou odpovědné za morální chování.